# Farallón de Pájaros
Farallón de Pájaros, ou Urracas, é uma ilha desabitada localizada nas coordenadas geográficas 20° 30′ N, 144° 54′ L, sendo a ilha mais setentrional das ilhas Marianas do Norte.
A sua altitude máxima é de 360 m. Tem um diâmetro de 1,8 km e é uma ilha vulcânica que teve várias fases eruptivas. As ilhas mais próximas são Saipan e Tinian.
Presumivelmente Farallon de Pajaros nunca foi habitada permanentemente.
De 1899 a 1914, Farallón de Pájaros foi controlada pelo Império Alemão e foi administrada como parte da colônia da Nova Guiné Alemã. Em 1903, a ilha foi arrendada a uma empresa japonesa que caçava aves, cujas penas eram exportadas para o Japão e depois para Paris.
Após a Primeira Guerra Mundial, a ilha foi concedida ao Império do Japão pela Liga das Nações, como parte do Mandato do Pacífico Sul. Após a Segunda Guerra Mundial, Farallón de Pájaros foi concedida aos Estados Unidos como parte do Território da ONU das Ilhas do Pacífico, e atualmente é administrada como parte do Município das Ilhas do Norte da Commonwealth das Ilhas Marianas do Norte.

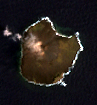
Imagem satélite de Farallón de Pájaros.